# Torna ragazza mia/Il miraggio
Torna ragazza mia/Il miraggio è il secondo singolo del gruppo Gli Scorpioni, pubblicato in Italia dalla Bentler nel 1969.

## Tracce
1. Torna ragazza mia – 3:40 (Antonio Marrapodi, Giuseppe Verdecchia, Giacomo Martinoia)
2. Il miraggio – 2:20 (testo: Mogol, Cristiano Minellono – musica: Roger Cook, Roger Greenaway)

Durata totale: 6:00